# Smelly Old History
Smelly Old History (w wolnym tłumaczeniu: Stara śmierdząca historia) – brytyjska seria książek z grupy spin offów serii Strrraszna historia. Książki poświęcone są tematyce historycznej. Ich autorką jest Mary J. Dobson.

## Tomy
- Greek Grime (1998) (starożytna Grecja)
- Medieval Muck (1998)
- Mouldy Mummies (1998) (mumie)
- Reeking Royals (1998) (królowie)
- Roman Aromas (1997) (Rzym)
- Tudor Odours (1997) (Tudorowie)
- Victorian Vapours (1997) (wiktoriańska Anglia)
- Vile Vikings (1998) (Normanowie)
- Wartime Whiffs (1998) (wojny)

Wydano także wszystkie 9 tomów w jednym (edycja specjalna).